# 紀元前149年
紀元前149年（きげんぜん149ねん）は、ローマ暦の年である。
当時は、「ルキウス・マルキウス・ケンソリヌスとマニウス・マニリウスが共和政ローマ執政官に就任した年」として知られていた（もしくは、それほど使われてはいないが、ローマ建国紀元605年）。紀年法として西暦（キリスト紀元）がヨーロッパで広く普及した中世初期以降、この年は紀元前149年と表記されるのが一般的となった。

## 他の紀年法
- 干支 : 壬辰
- 日本
  - 開化天皇9年
  - 皇紀512年
- 中国
  - 前漢 : 景帝中元元年
- 朝鮮
  - 檀紀2185年
- 仏滅紀元 : 396年
- ユダヤ暦 : 3612年 - 3613年

## できごと

### 共和政ローマ
- 第三次ポエニ戦争が始まった。ローマ軍はアフリカに上陸し、チュニス湖の戦いなどを戦った。
- セルウィウス・スルピキウス・ガルバはヒスパニア・ウルテリオルでの行動を問題視され、起訴された。しかし、子供を同行させ同情を誘い無罪になった。
- スペインでの内乱は再び激しくなり、ウィリアトゥスの指揮するルシタニア戦争やケルティベリア戦争が起こった。
- 護民官のルキウス・カルプルニウス・ピソ・フルギが恐喝された金銭の返却請求法（Lex Calpurnia de repetundis）を通過させ、この罪状を裁くための常設査問所（quaestio）が設置された。

### マケドニア
- マケドニア王国最後の王アンドリスコスが王位に就いた。

### ビテュニア
- 共和政ローマの支援を得て、ニコメデス2世が父プルシアス2世の後を継いでビテュニアの王になった。

## 死去
- マルクス・ポルキウス・カト・ケンソリウス、共和政ローマ期の政治家（* 紀元前234年）
- プルシアス2世、ビテュニア王（* 紀元前182年）